# Preetz
Preetz ist eine Kleinstadt südöstlich von Kiel im Kreis Plön in Schleswig-Holstein. Preetz ist aufgrund der einstmals bedeutenden Berufsstände der Schuhmacher auch als „Schusterstadt“ bekannt und mit rund 16.000 Einwohnern die größte Stadt im Kreis.

## Geografie

### Nachbargemeinden
Nachbargemeinden von Preetz sind im Uhrzeigersinn Rastorf, Lehmkuhlen, Wahlstorf, Schellhorn, Kühren, Postfeld,  Pohnsdorf und Schwentinental.

### Seen
Der Postsee, nordwestlich von Preetz gelegen, wird von der Alten Schwentine durchflossen, der Kirchsee im Zentrum und der Lanker See südlich von der Schwentine.
Der Kirchsee ist eigentlich nur eine Verbreiterung der Schwentine. Diese fließt vom Lanker See durch den Kirchsee weiter in Richtung Kiel.

### Flüsse
Durch das Gebiet von Preetz fließen Schwentine und Mühlenau (auch Postau oder Alte Schwentine). Die Mühlenau mündet auf Höhe des Harderparks in die Schwentine.

### Naturschutzgebiete
Die Naturschutzgebiete „Halbinseln und Buchten im Lanker See“, „Kührener Teich und Umgebung“ liegen südlich, das Naturschutzgebiet „Altarm der Schwentine“ nördlich von Preetz. Der Nordteil des Lanker Sees liegt im Gemeindegebiet. Dieser Teil gehört zu den beiden europäischen NATURA-2000-Schutzgebieten FFH-Gebiet Lanker See und Kührener Teich und zum europäischen Vogelschutzgebiet „Lanker See“.

### Landschaftsschutzgebiet
Im Gemeindegebiet befindet sich das Landschaftsschutzgebiet „Schwentinetal im Kreis Plön im Verlauf vom Stadtgebiet Preetz bis an die Stadtgrenze von Kiel“. Es umfasst unter anderem den Rosensee, den Weiher Unterprobstenteich und einen Altarm der Schwentine.

## Geschichte

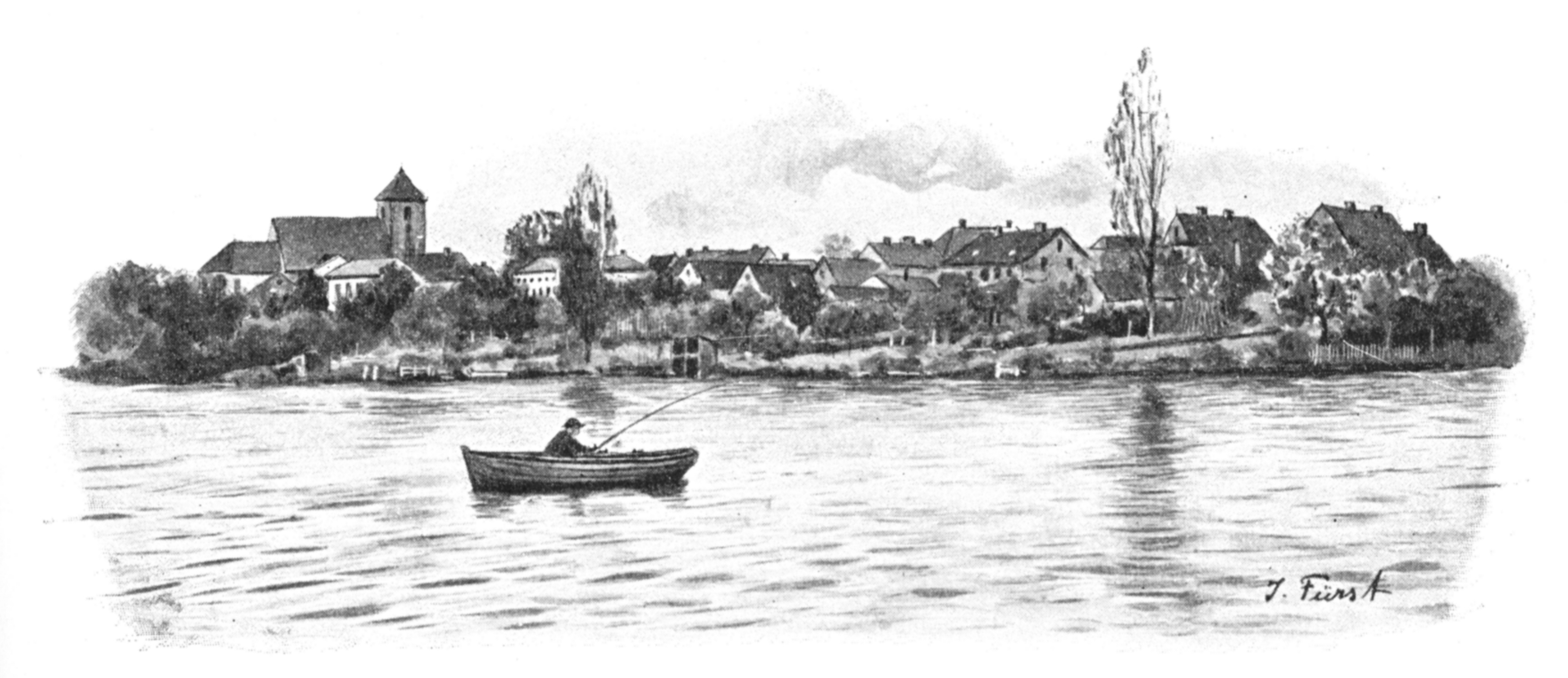
Preetz um 1895

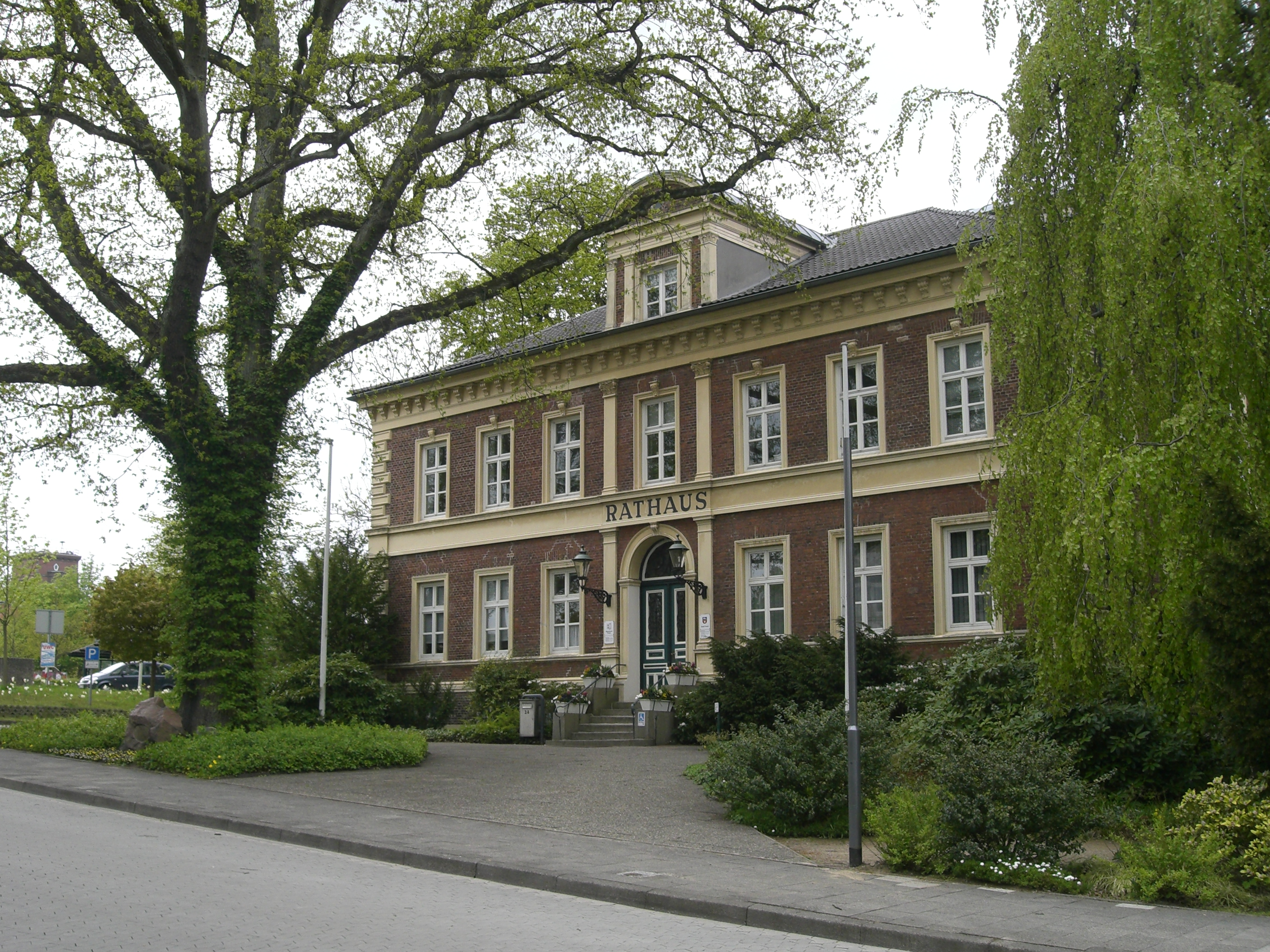
Rathaus von 1871

Von der vorgeschichtlichen Besiedlung der Region zeugen die nördlich von Preetz gelegenen Grabhügel bei Preetz.
Zwischen 1167 und 1173 (keine genaue Datierung möglich) trugen in der Nähe des Ortes der südjütländische Herzog Christoph, unehelicher Sohn des dänischen Königs Waldemar I., und der Graf von Schauenburg und Holstein Adolf III. – wegen Minderjährigkeit vertreten durch den holsteiner Overboden Marcrad I. sowie den Holsteiner Bruno – eine Schlacht aus. Sie ist im Kontext einer Schwächephase des Heiligen Römischen Reiches als erster Versuch Dänemarks zu verstehen, sein Territorium nach Süden auszudehnen. Das Gefecht endete unentschieden. 1185 wird die Gemeinde Poretz erstmals von Ecbrecht Procensis in den Versus de Vicelino erwähnt. Der Name der Stadt entwickelte sich ab 1216 aus dem Wendischen von po rece (am Fluss) über Poretzie (1221) und Pretze (1442) zu dem heutigen Preetz.
Bereits zu der Zeit der Wenden gab es hier eine Furt über die Schwentine, die eine Verbindung zwischen Wagrien und Holstein herstellte.
1210 entstand eine erste Kirche. 1211 gründete Graf Albrecht von Orlamünde das Kloster Preetz des Benediktinerinnenordens. Er sorgte damit für den entscheidenden Impuls für die Entwicklung des Ortes im Mittelalter. 1226 erneuerte Adolf IV. von Schauenburg und Holstein die Stiftung des Klosters und schenkte es den Nonnen. 1268 entstand die Klosterkirche. Bis 1867 stellte das Kloster die höchste Verwaltungsinstanz dar und übte die Rechtsprechung aus.
Der Flecken Preetz entwickelte sich mehr und mehr zu einem ländlichen Zentrum des Handwerks mit dem Schwerpunkt Schuhherstellung. Um 1850 waren in der Stadt 160 selbständige Schuhmachermeister, 360 Schuhmachergesellen und 160 Schuhmacherlehrlinge tätig.
Als der Platz um die Stadtkirche für Begräbnisse zu knapp wurde, stiftete der Apotheker Gotthilf Pabst 1835 den heutigen Alten Friedhof westlich außerhalb der Ortschaft; die später gebaute Bahnstrecke Kiel–Lübeck wurde zwischen der Ortschaft und dem Friedhof gebaut, sodass es in der Straße zum Friedhof direkt vor der 1876 erbauten Friedhofskapelle einen Bahnübergang gibt.
1852 erhielt Preetz die erste Straßenbeleuchtung. Nach dem Bau des Bahnhofs 1864 wurde 1871 das Rathaus gebaut, vor dem noch heute die 1871 gepflanzte Eiche steht.
Am 17. Mai 1870 schließlich bekommt Preetz eingeschränkte Stadtrechte, 1901 dann die vollen Stadtrechte.
In Preetz waren die Nationalsozialisten ab dem 28. Januar 1930 in einer Ortsgruppe organisiert. Während die Stadt bis dahin als „rot“ galt, errang die NSDAP bei der Reichspräsidentenwahl 1932 hier 47 % der Stimmen, wozu auch die schwierige wirtschaftliche Lage beitrug; so waren Anfang 1933 50,8 % der Preetzer Bürger auf staatliche Hilfe angewiesen. Eine Woche nach den Reichs- und Landtagswahlen vom 5. März 1933 wurden in Preetz die Stadtverordneten gewählt, wobei eine Liste aus NSDAP und bürgerlichen Kandidaten sieben und die SPD fünf Mandate erhielt. Drei SPD-Stadträte wurden abgesetzt, da sie sich dem Hissen der Hakenkreuzflagge über dem Rathaus widersetzten. Anfang 1934 wurde NS-Kreisleiter Schalow Bürgermeister. der zuvor zusammen mit zwei Parteigenossen einen regimekritischen Lehrer mit einer Reitpeitsche verprügelt hatte. In der Stadt lebte zu Beginn der NS-Herrschaft nur eine jüdische Person, Ella Hirsch, deren Deportation vor allem durch die Zivilcourage des Firmeninhabers Otto Brumm verhindert wurde, der sie nach dem Krieg heiratete; die Ella-Brumm-Straße in Preetz erinnert an sie. Der Zweite Weltkrieg kostete etwa 700 Preetzer Bürger das Leben.

## Politik

### Bürgermeister
- 1854–1858: A. Beig, Fleckenvorsteher
- 1870–1872: Andreas Völkers, Fleckenvorsteher
- 1872–1884: Johann Albrecht Diercks, Bürgermeister
- 1884–1894: Peter Heinrich Engel, Bürgermeister
- 1894–1916: Gustav Klinger, Bürgermeister
- 1916–1933: Friedrich Krug, Bürgermeister
- 1918–1919: August Nothdurft, Beigeordneter des Bürgermeisters
- 1933–1933: Arthur Nordmann, Kommissarischer Bürgermeister
- 1934–1937: Karl Schalow, Bürgermeister
- 1937–1939: Ludwig Wagner, Bürgermeister
- 1939–1945: Georg Uebel, Bürgermeister
- 1945–1945: John Dales, Town Major
- 1945–1946: Friedrich Krug, ehrenamtlicher Bürgermeister
- 1946–1946: Friedrich Krug, Stadtdirektor
- 1946–1946: Paul Schön, ehrenamtlicher Bürgermeister
- 1946–1959: Max Grothe, SPD, ehrenamtlicher/hauptamtlicher Bürgermeister
- 1959–1968: Heinrich Niendorf, SPD
- 1968–1981: Bendix Herrmann, CDU
- 1981–1990: Claus Feddersen, CDU
- 1990–1999: Walter Riecken, SPD
- 1999–2015: Wolfgang Schneider, parteilos[4]
- 2015–2023: Björn Demmin, parteilos
- seit 2023: Tim Brockmann, CDU

### Stadtvertretung
Die Stadtvertretung besteht aus 27 Stadtvertreterinnen und Stadtvertretern, die sich nach dem Ergebnis der Gemeindewahl vom 14. Mai 2023 wie folgt zusammensetzt:
- CDU: 8 Sitze
- SPD: 6 Sitze
- FDP: 2 Sitze
- Bürgergemeinschaft Preetz (BGP): 2 Sitze
- GRÜNE: 6 Sitze
- Freie Wählergemeinschaft (FWG): 3 Sitze

### Wappen
Blasonierung: „Durch einen goldenen Wellenbalken geteilt von Blau und Rot. Oben ein silberner Fisch, unten das silberne holsteinische Nesselblatt.“
Der im oberen Teil des Wappens befindliche Fisch soll die frühere hauptsächliche Ernährungsgrundlage der Bewohner dieses Gebietes darstellen. Dazu wurde der wehrhafte Barsch gewählt, da er die Verteidigungsbereitschaft der Einwohner bekunden soll. Beim in früheren Zeiten wahrscheinlich höheren Wasserspiegel, der die Seen und Flüsse in und um die Stadt Preetz vergrößerte und den Ort mit Sümpfen umgab, dürfte Preetz die Rolle einer Fluchtburg gespielt haben.
Das blaue Feld steht stellvertretend für das die Stadt Preetz umgebende Wasser.
Das Mittelfeld deutet auf die in der Gegend einzige und wichtige Furt in Preetz durch die Schwentine. Die Furt sowie die Eignung als Fluchtburg haben dem Ort die frühere Bedeutung gegeben und ließen ihn geeignet erscheinen, im Jahre 1226 das „Marienfelder Kloster“ an diesen Platz zu verlegen.

### Städtepartnerschaften
- Blandford (Großbritannien) seit 1979
- Stavenhagen (Mecklenburg-Vorpommern, Deutschland) seit 1990
- Tapa (Estland) seit 1990/1991
- Neman, deutsch: Ragnit, (Oblast Kaliningrad, Russland) seit 1991

## Kultur und Sehenswürdigkeiten

### Filmtheater

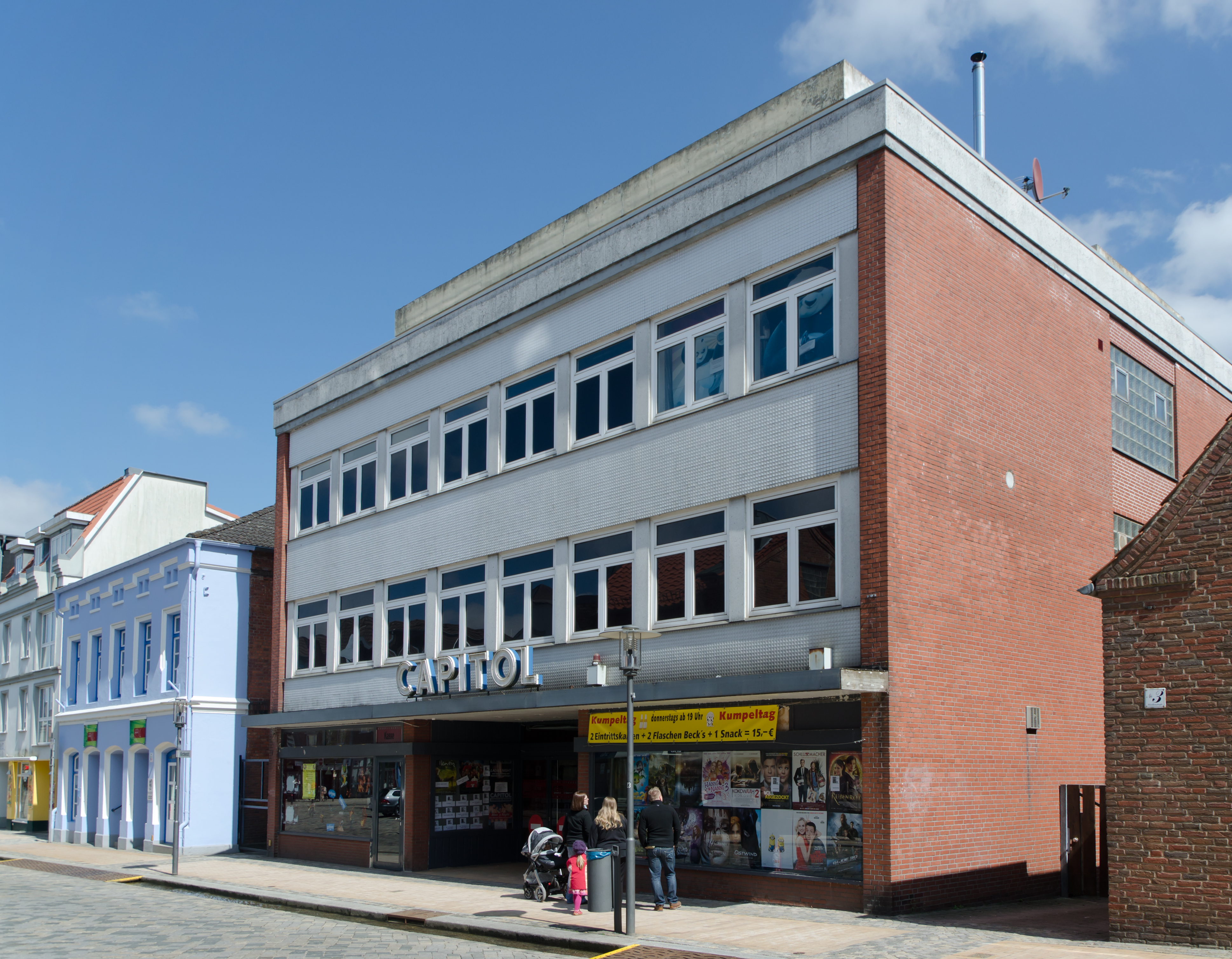
Capitol Preetz

- Capitol Cine Center Preetz (Verzehrkino, Nichtraucher)

### Theater
- Niederdeutsche Bühne Preetz

### Museen

#### Erstes Circus-Museum in Deutschland
Das Erste Circus-Museum in Deutschland eröffnete am 15. Oktober 1974 und zeigte auf einer Fläche von 316 m² eine Sammlung von Bildern, Plakaten, Kostümen, Requisiten und Circus-Modellen. 1990 wurde der Verein der Freunde und Förderer des Circus-Museums Preetz gegründet. Wegen des Mangels an größeren Räumlichkeiten für die wachsenden Bestände schloss das Museum im Jahr 2010 und zog nach Magdeburg.

#### Heimatmuseum Preetz
Das Heimatmuseum Preetz wurde im Januar 1993 eröffnet. Die Sammlung umfasst die drei Schwerpunkte regionale Archäologie, Stadtgeschichte und örtliches Handwerk und befindet sich im ehemaligen Circus-Museum.

#### Holzschuhmuseum Preetz

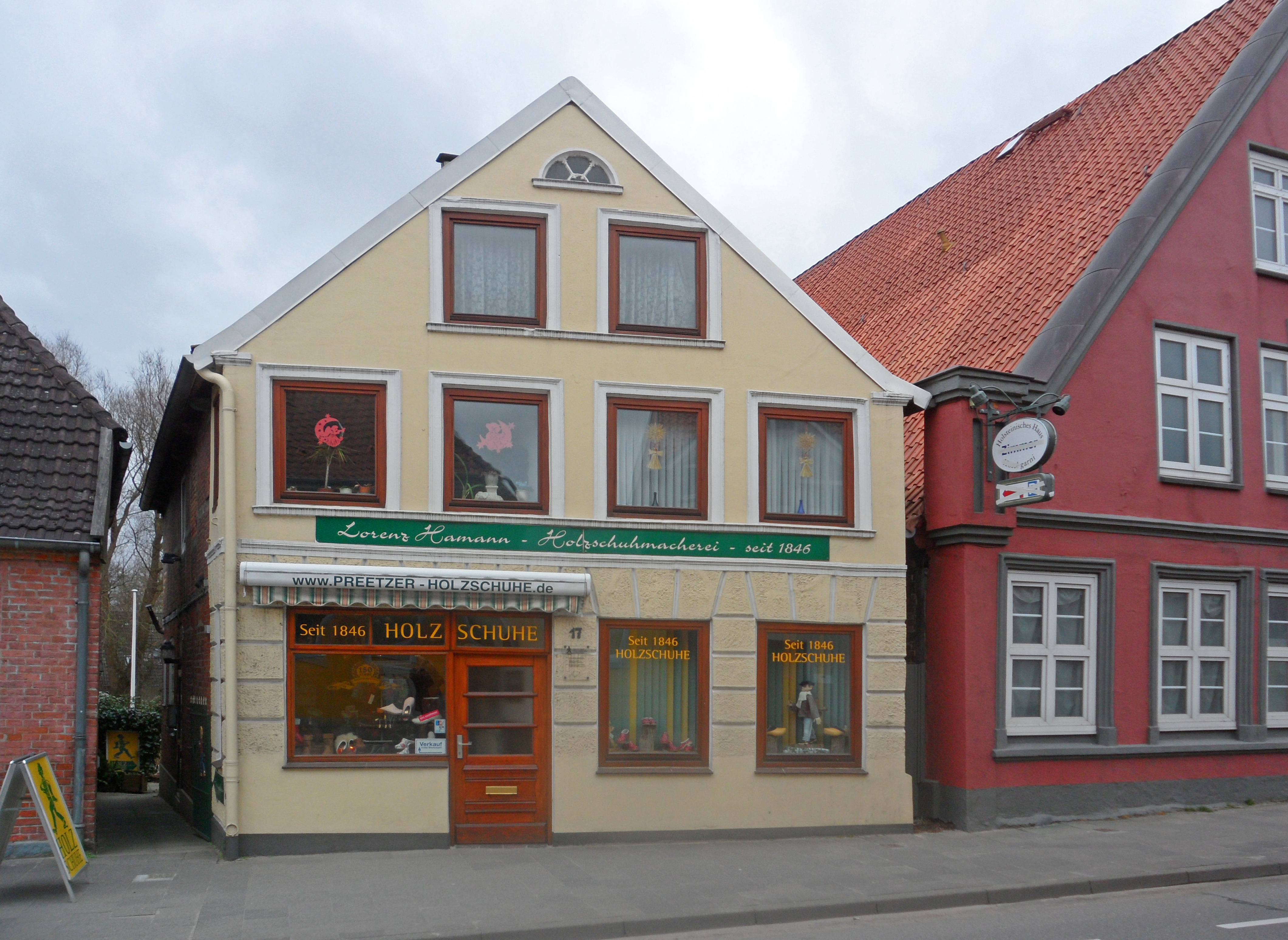
Holzschuhmuseum Preetz

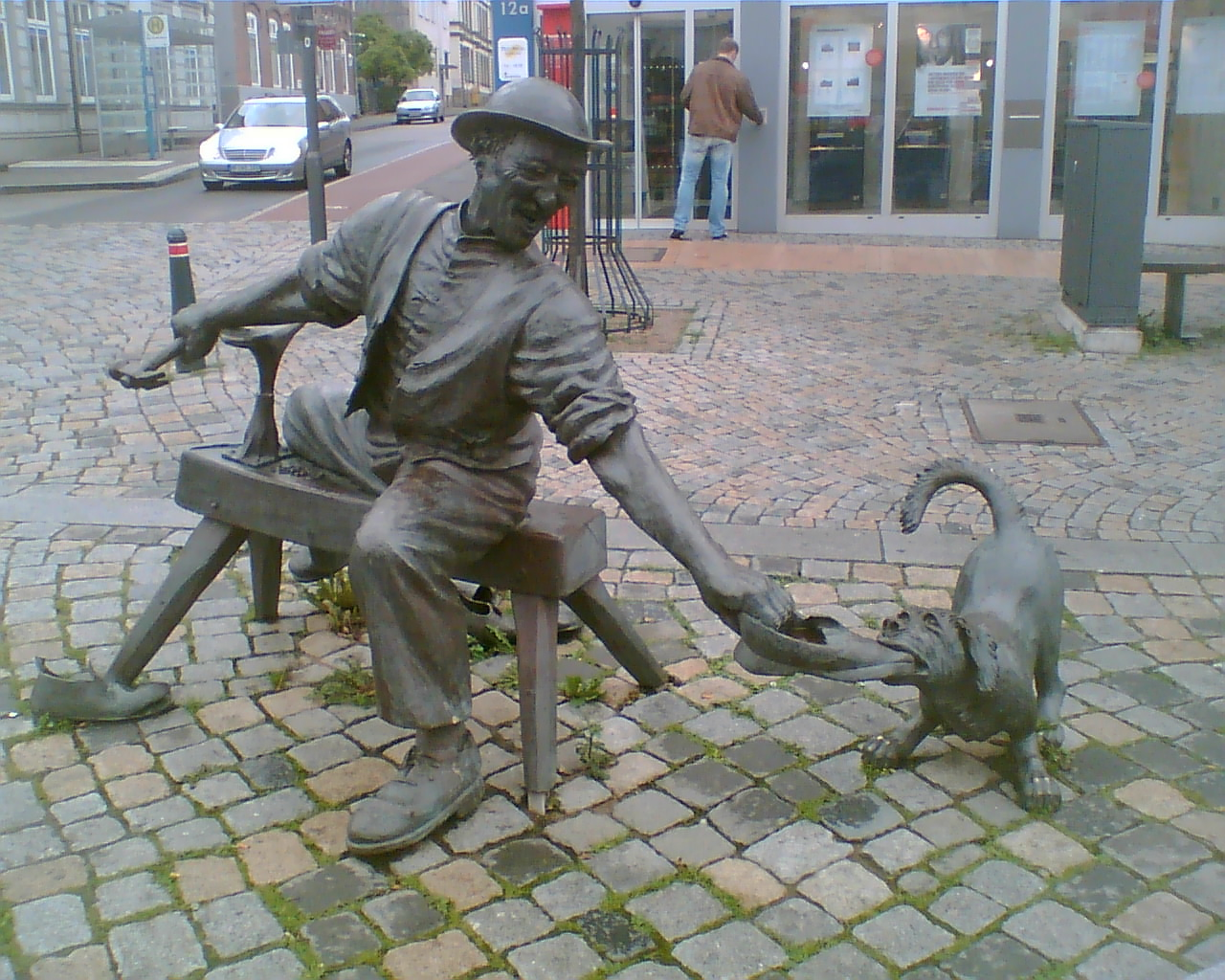
Schusterfigur auf dem Marktplatz

Das Preetzer Holzschuhmuseum eröffnete am 18. Mai 2008. In der renovierten Werkstatt eines Holzschuhmachers werden der Herstellungsprozess sowie die Historie der Preetzer Holzschuhe präsentiert.

#### Heimatstube Tilsit-Ragnit
Die Heimatstube des Kreises Tilsit-Ragnit in Ostpreußen verfügt über zwei Räume. Aufbewahrt werden Flur- und Kreiskarten, Grafiken und Bernsteinbilder sowie weitere Heimatandenken. Ergänzt wird die Sammlung durch Fotografien, einer Bibliothek mit etwa 500 Büchern und weiteren Archivalien.

### Freizeit, Sehenswürdigkeiten und Tourismus
- Das Adelige Kloster mit der Klosterkirche
- Die Preetzer Stadtkirche
- Der Wohnwasserturm mit Jugendzentrum
- Die Schusteracht als Kultur- und Naturerlebnispfad
- Der Preetzer Schusterjunge von Ursula Hensel-Krüger (1964), auf dem Feldmannsplatz
- Der Holzpantoffel als wahrscheinlich größter Holzpantoffel der Welt
- Der Schuster mit Hund auf dem Preetzer Marktplatz

### Regelmäßige Veranstaltungen
- Jeden Mittwoch und Samstag findet auf dem Marktplatz der Wochenmarkt statt.
- Jeweils am 3. Samstag im August findet auf dem Preetzer Markt ein Kunsthandwerkermarkt statt.
- Seit 1988 findet im September das Preetzer Papiertheatertreffen, die größte internationale Zusammenkunft von Papiertheaterspielern in Europa statt.
- Seit 1977 ist das Preetzer Schusterfest Veranstaltungshöhepunkt der Stadt. Dieses in der Innenstadt durchgeführte Stadtfest findet traditionell im Mai statt. Künstlerische Darbietungen und Musik sorgen für Unterhaltung während des Festes. Während tagsüber hauptsächlich Aktionen für und mit Kindern stattfinden, wird abends ein Musikprogramm mit unterschiedlichsten Gruppen geboten.
- Seit 1984 wird im September der 10-Meilen-Schusterlauf rund um den Lanker See sowie ein Kurzstreckenlauf über 5 km in der Stadt veranstaltet.
- Seit 2011 wird in den Sommerferien ein „Domino-Day“ von der Gruppe „Domino-Preetz“ veranstaltet, bei der die größte Kettenreaktion Schleswig-Holsteins aufgestellt wird.

## Wirtschaft und Infrastruktur

### Verkehr

#### Straßen
Bis zum 14. Juni 2004 verlief die Bundesstraße 76 in Nord-Süd-Richtung durch Preetz, heute verläuft die Straße östlich der Stadt. Ausgehend von der alten Bundesstraße 76 an der Schwentine-Brücke verläuft die Landstraße 211, die weiter östlich an die Bundesstraße 202 (Rastorfer Kreuz) anschließt.
Von der Landstraße 211 gelangt man heute zwischen der Stadt und dem Gewerbegebiet Preetz-Wakendorf auf die Bundesstraße 76. Südlich von Preetz ist die alte Trasse der Bundesstraße 76 im Bereich des Sophienhofer Kreuzes ebenfalls an dieselbe angeschlossen.
In westlicher Richtung führt die Landstraße 49 zur Bundesstraße 404, die in Nord-Süd-Richtung verläuft.

#### Bahn

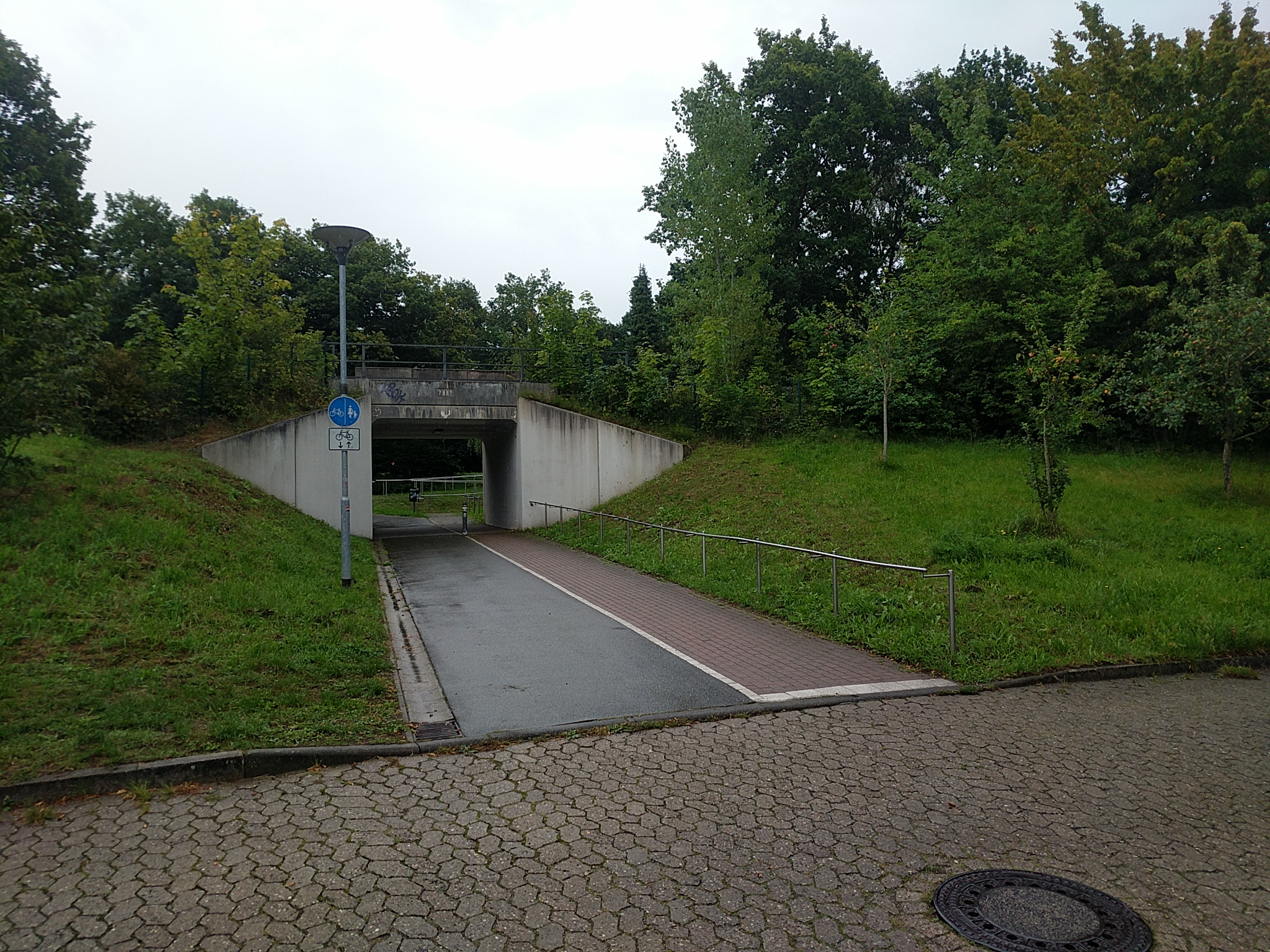
Eine 2009 erbaute Unterführung für Fußgänger und Radfahrer unter der Bahnstrecke Kiel-Lübeck im Norden des Preetzer Stadtgebietes (September 2023)

Im Jahre 1866 wurde die Bahnstrecke Kiel–Ascheberg eröffnet. Preetz erhielt an dieser 1864 einen Bahnhof für Personen- und Güterverkehr. Der Güterverkehr wurde 1990 eingestellt. Die Regio-Verbindung nach Kiel bzw. Lübeck erfolgt nahezu im Halbstundentakt. Im Jahr 2013 wurde der Bahnhof von der Deutschen Bahn AG an einen Investor verkauft. Im Mai 2013 begannen die ersten Renovierungsarbeiten, die 2014 abgeschlossen wurden. Nach wie vor stehen im Bahnhof Preetz ein DB-Reisezentrum und ein Warteraum zur Verfügung, die von der Deutsche Bahn AG betrieben werden. Die öffentlichen Toiletten und auch der Fahrradabstellplatz werden weiterhin von der Stadt Preetz kostenlos zur Verfügung gestellt und von dieser betrieben. Der angrenzende Autoparkplatz ist jedoch Privatgrundstück und gehört dem Eigentümer des Bahnhofs.
1910 wurde die Kleinbahn Kirchbarkau–Preetz–Lütjenburg in Betrieb genommen (Personen- und Güterverkehr). Schon 1931 wurde der Personenverkehr nach Kirchbarkau wieder aufgegeben. 1938 endete auch der Personenverkehr nach Lütjenburg, gleichzeitig auch der gesamte Güterverkehr. Die Kleinbahn wurde abgebaut.

#### Bus
Der Busverkehr erfolgt durch die Verkehrsbetriebe Kreis Plön, die Busverbindungen zu den umliegenden Gemeinden sowie drei innerstädtische Buslinien anbietet. Zentraler Umsteigeknoten ist dabei die Haltestelle am Bahnhof.

### Ansässige Unternehmen
Die FRANK Druck GmbH & Co. KG wurde 1957 in Preetz als Buchdruckerei gegründet und ist heute eine der größten Druckereien Norddeutschlands. Frank-Druck gehört zur Evers-Frank-Gruppe aus Meldorf.

### Ehemalige Unternehmen
- Berg-Brauerei Jaeger & Schmidt, Am Schützenplatz, 1892–1952
- H. Donath Malzfabrik, Kieler Straße, gegründet 1891
- Zentral-Meierei Preetz, Schellhorner Straße
- Franz Köpke, Eiche-Brauerei Verkaufsstelle, Gasstraße
- Holsteiner Wurst- und Fleischwarenfabrik Detlev Schön, Mühlenstraße
- Wurst- und Fleischwaren-Fabrik Johannes Schön, zuerst Wakendorfer Straße, später Hufenweg, gegründet 1846
- Konservenfabrik Jokisch, Am Schützenplatz
- Walter Kaiser Bauunternehmung GmbH, Kührener Straße, vormals Ostpreußen
- Likörfabrik Krisch & Co. (Kosakenkaffee), zuerst Am Kleinbahnhof, später Kieler Straße
- Gerdes Verlag und Druckerei, Wakendorfer Straße
- Preetzer Zeitung, Druckerei u. Verlag, O. Hansen, Bahnhofstraße
- Satzstudio Graap, zuerst Quergang, später Industriestraße im Industriegebiet Wakendorf
- Stadtwerke Preetz, Gasstraße, heute Stadtwerke Kiel
- Teerproduktenfabrik u. Hartsteinwerke Preetz, Harder, Uebel & Co, Hinter dem Friedhof
- Josef G. Landmann Waffenhersteller, Markt
- P.W. Brumm, Getreidehandel, Kirchenstr 38

### Öffentliche Einrichtungen

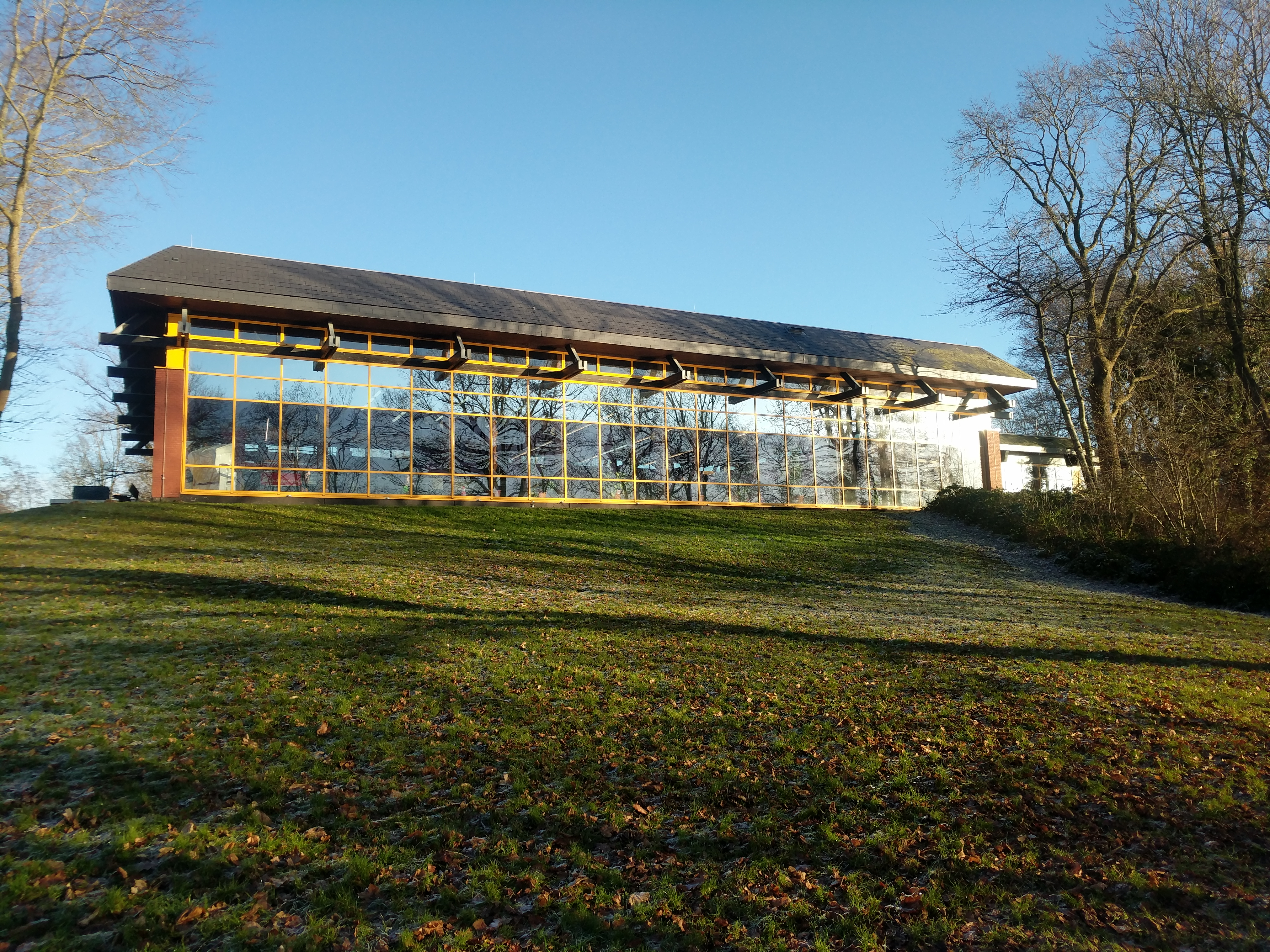
Schwimmhalle Preetz, gesehen vom Wanderweg am Postsee (Dezember 2021)

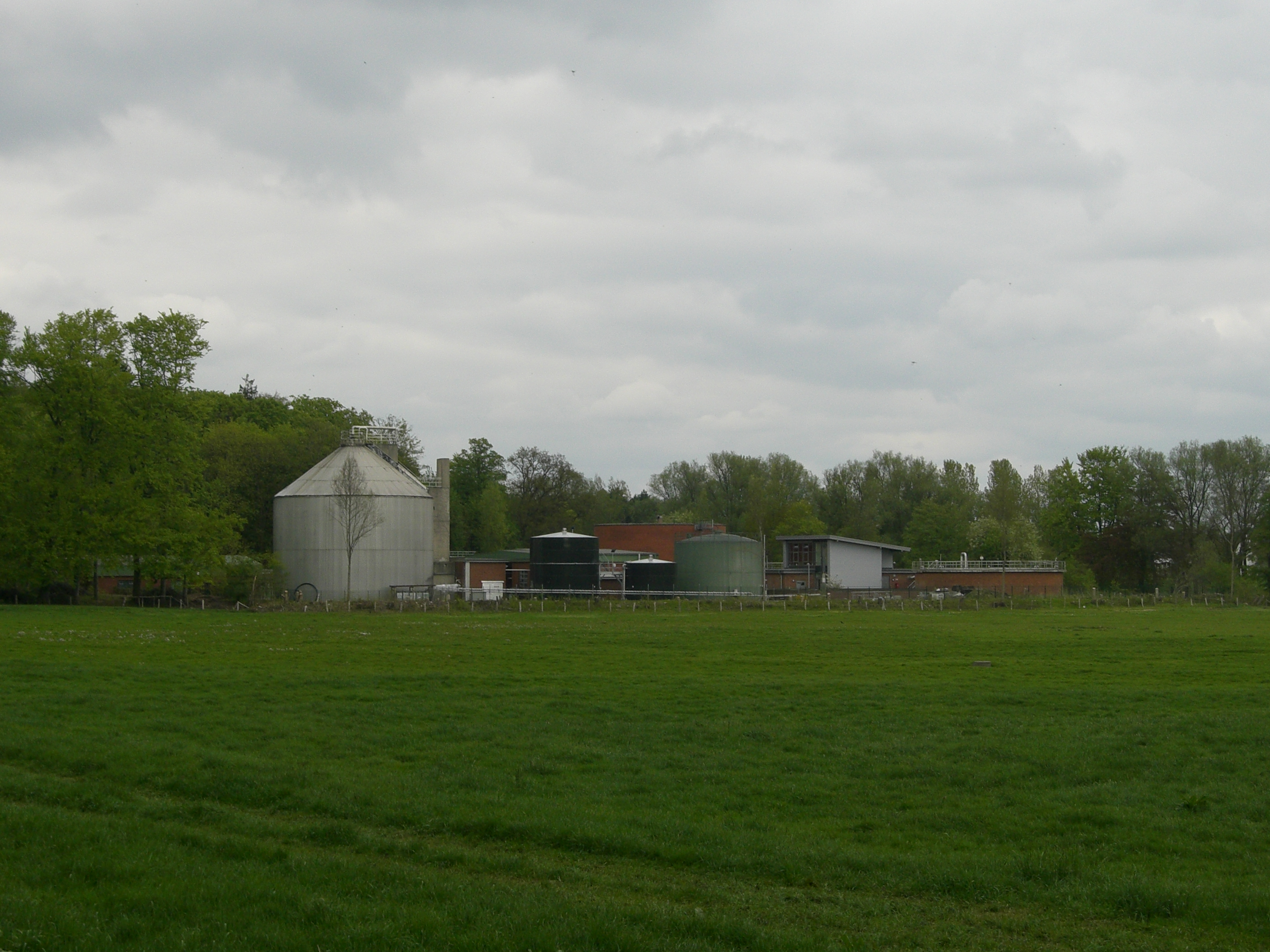
Klärwerk Preetz

- Klinik Preetz, Krankenhaus des Kreises Plön
- Stadtbücherei
- Sauna und Hallenbad am Postsee, erbaut 1981
- Fahrbücherei des Kreises Plön

### Sportstätten
- Fichtestadion
- Jahnplatz
- Blandfordhalle
- Rakverehalle
- Redwoodhalle
- Wilhelminensporthallen

### Bildung

#### Allgemeinbildende Schulen
- Förderzentren (FöZ)
  - Johann-Heinrich-Pestalozzi-Schule (FöZ Sprache, emotionale und soziale Entwicklung), Hufenweg
  - Schule am Kührener Berg (FöZ Geistige Entwicklung), Kührener Straße

- Grundschulen (GS)
  - Friedrich-Ebert-Schule, Lohmühlenweg
  - Friedrich-Ebert-Schule (Außenstelle Wilhelminenschule für den Grundschulteil, seit 2015 organ. verbunden), Hufenweg
  - Hermann-Ehlers-Schule, Max-Planck-Straße

- Gemeinschaftsschulen (GemS)
  - Theodor-Heuss-GemS, Castöhler Weg
  - Theodor-Heuss-GemS, (Außenstelle Wilhelminenschule für die Sekundarstufe I, seit 2015 organ. verbunden), Hufenweg
  - Freie Schule Leben und Lernen e. V., Kirchenstraße

- Gymnasium
  - Friedrich-Schiller-Gymnasium, Ihlsol

#### Berufsbildende Schulen
- AWO-SH / Staatl. Anerkannte Fachschule für Altenpflege, Hinter dem Kirchhof
- Berufsbildungszentrum Plön
  - Außenstelle Preetz I, Kieler Straße, u. a. Gewerbliche Berufsschule für Bau-Elektro-Farbtechnik
  - Außenstelle Preetz II, Kührener Straße, u. a. Fachschule für Sozialpädagogik

## Personen

### Preetzer Persönlichkeiten
- Anna von Buchwaldt wurde im Jahre 1484 vom Konvent des Preetzer Klosters zur Priorin gewählt. Bis 1508 hatte sie dieses Amt inne und lebte danach als einfache Nonne im Kloster weiter. Sie schrieb das „Buch im Chore“.
- Johann Gottlieb Lesser, Doktor der Medizin, Stiftsarzt des Klosters Preetz, Justizrat und Leibarzt des Plöner Herzogs Friedrich Carl. Er wurde 1699 in Nordhausen/Thüringen geboren und starb 1770 in Preetz. Viele seiner Söhne und Enkel wurden bedeutende Männer der schleswig-holsteinischen und dänischen Verwaltung.
- Johann Friedrich August Dörfer, geboren 1766 in Petersdorf auf Fehmarn, gestorben 1827 in Preetz. 1799 wurde er Diakon in Preetz, vorher war er Pastor an der Heiligengeistkirche in Altona gewesen. Er war Dannebrog-Ritter und 1821 Mitbegründer der Preetzer Spar- und Leihkasse. Dörfer schrieb die Festschrift zur 100-Jahr-Feier der Plöner Schule 1804 sowie die Chronik des Klosters und Fleckens Preetz.
- Friedrich Graf von Reventlou (1797–1874), Klosterpropst, konservatives Mitglied der provisorischen Regierung von 1848, Statthalter der Herzogtümer Schleswig und Holstein von 1849 bis 1851, beerdigt in Preetz.
- Joseph Eduard Mose (1825–1898) war einer der bekanntesten Architekten im Herzogtum Holstein. Er war Bauleiter auf der Blomenburg bei Selent und Architekt der Herrenhäuser Salzau und Heiligenstedten. Teil- und Umbauten führte er auf Helmstorf, Farve, Perdöl, Kühren, Panker, Neuhaus, Grünholz und Louisenlund durch. Daneben war er verantwortlich für die Sanierung und Wiederherstellung der Preetzer Klosterkirche in den Jahren 1886 bis 1893. E.J. Mose kam 1821 nach Preetz.
- Fanny Gräfin von Bernstorff (1840–1930), Zeichnerin und Kinderbuchautorin, deren Bücher vor etwa 100 Jahren im Selbstverlag erschienen und sehr bekannt und beliebt waren, stammt aus einem alten schleswig-holsteinischen Adelsgeschlecht. Sie wurde am 1. September 1840 in Oldenburg in Holstein geboren und starb am 30. Oktober 1930 in Preetz.
- Richard Haupt, (1846 in Büdingen – 1940 in Preetz) studierte Philologie und war als Gymnasiallehrer im Schuldienst in Eutin, seit 1873 in Plön und Schleswig tätig. Er war Geheimer Regierungsrat und von 1893 bis 1924 erster Provinzialkonservator Schleswig-Holsteins, Verfasser der „Bau- und Kunstdenkmäler der Provinz Schleswig-Holstein“ sowie ca. 450 weiterer Schriften.
- Sanitätsrat Otto Jaspersen (1863–1926), Rädelsführer des Kapp-Putsches in Preetz und Begründer der Heilanstalt Schellhorner Berg, einer „Privatklinik für Nerven- und Gemütskranke weiblichen Geschlechts“ wurde im Jahre 1863 in Kiel geboren und stammte aus einer Kieler Kaufmanns- und Industriellenfamilie. Nach dem Tode seines Vaters nutzte er mit seiner Erbschaft eine Marktlücke: in den Jahren 1895–1896 erbaute er nach den Plänen des Kieler Architekten Schwerdtfeger auf einem Gelände von 5 ½ Hektar am Schellhorner Berg drei zweigeschossige Villen mit modernstem technischen Standard wie Zentralheizung und Gaslampen mit elektrischer Fremdzündung, um psychisch kranken Stadtmenschen aus wohlhabenden Familien in einer Kurzzeit-Therapie von durchschnittlich 9 bis 17 Wochen zur Linderung oder Heilung ihrer sehr unterschiedlichen Krankheiten zu verhelfen.
- Hermann Lüdemann, erster gewählter Ministerpräsident von Schleswig-Holstein nach dem Zweiten Weltkrieg, geboren am 5. August 1880 in Lübeck, lebte von 1947 bis 1959 in Preetz. Im Jahr 2006 ehrte ihn die Preetzer Stadtvertretung durch die Widmung einer Straße nach seinem Namen.
- Robert Pruszkowski war nach Kriegsende der erste Pfarrer der katholischen Gemeinde in Preetz. Er wurde am 1. Februar 1907 in Wartenburg im Ermland geboren. 1940 wurde er von der Gestapo in das KZ Dachau überführt, weil er als Priester polnische Zwangsarbeiter betreut hatte. Er überlebte im Pfarrerblock und wurde am 29. April 1945 von amerikanischen Soldaten befreit. Bischof Maximilian Kaller entsandte ihn im April 1946 nach Schleswig-Holstein, wo er die Kirchengemeinde Preetz betreute. Der engagierte und herzliche Pruszkowski prägte die junge Preetzer Gemeinde, in der er 1946 seine Pfarrstelle antrat. Er errichtete mit immenser Eigenleistung aus der Gemeinde das Gotteshaus am Hufenweg, das am Palmsonntag 1952 eingeweiht wurde. Pfarrer Robert Pruszkowski blieb bis 1960 in Preetz und wurde nach Oldenburg und später nach Schönberg versetzt. Im März 1983 feierte er sein goldenes Priesterjubiläum. Am 30. April 1983 starb er im Alter von 76 Jahren in Malente. Nach ihm und seiner Schwester Maria Pruszkowski wurde der Geschwister-Pruszkowski-Gang in Preetz benannt.
- Alfred Dressel, geb. 1912 in Kiel, wurde 1934 als erster hauptamtlicher Organist und als Kirchenrechnungsführer nach Preetz berufen. Aus dem Frauenkriegssingkreis wurde 1945 ein gemischter Chor. Einer der Höhepunkte von Konzertfahrten war die Fahrt mit 50 Chormitgliedern nach Südengland im Mai 1961, zu der auch ein Gastspiel im englischen Fernsehen sowie ein Auftritt in der Blandford Parish Church am 26. Mai in Blandford Forum gehörte. Mit der Abendmusik in Blandford wurde der Grundstein für die Städtefreundschaft und spätere Städtepartnerschaft Blandford Forum – Preetz gelegt. Alfred Dressel starb am 25. Juni 1985 in Preetz.
- Hans-Hermann Junge, (1914–1944), Adjutant von Adolf Hitler, Ehemann von Traudl Junge, Adolf Hitlers letzter Sekretärin.
- Paul Schön (geb. 1915) war Mitinhaber der Wurstfirma Schön, die im Jahre 1846 gegründet wurde und 1996 ihre Produktion einstellte. Er war langjähriger Vorsitzender der Preetzer Tennisgesellschaft und großzügiger Förderer des Sports. Er hat auch eine nach ihm benannte Stiftung ins Leben gerufen.
- Hans Muxfeldt (1927–1974), Chemiker und Professor mit bedeutenden Beiträgen zur Entwicklung der präparativen organischen Chemie im 20. Jahrhundert.
- Reinhold Stühlmeyer (1934–2012), Gewerkschafter und Politiker (SPD)
- Wilhelm Kaiser-Lindemann (1940 in Viersen – 2010 in Preetz) war ein über die Stadt- und Landesgrenzen hinaus bekannter deutscher Komponist und Hornist. Er studierte an der Musikhochschule Köln und arbeitete von 1961 bis 1998 als Hornist in verschiedenen Orchestern und lebte in Preetz. Eines seiner letzten Werke war die Aufführung der Gemeindekantate zum Kirchengeburtstag des Jubiläumsjahres „800 Jahre Stadtkirche in Preetz“. Diese Kantate mit großartiger Bedeutung für die Stadt wurde eigens für diesen Anlass vom Komponisten entworfen.

### Söhne und Töchter der Stadt
Nach Geburtsjahr geordnet
- Petrus Scheele (1623–1700), norddeutscher Geistlicher und Pastor in Hamburg
- Konrad Detlev Graf von Dehn (1688–1753), braunschweigischer Staatsminister
- Joachim Fürsen (1717–1778), königlich dänischer Leibarzt
- Johann Leonhard Callisen (1738–1806), evangelischer Theologe und Generalsuperintendent von Holstein
- Heinrich Callisen (1740–1824), Chirurg in Kopenhagen
- Peter Wilhelm Hensler (1742–1779), Jurist und Schriftsteller
- Paul Jakob Bruns (1743–1814), Polyhistor, Orientalist und Literaturhistoriker an der Universität Helmstedt
- Carl Ferdinand Suadicani (1753–1824), bedeutender Arzt in Schleswig-Holstein und später Hofarzt beim Haus Schleswig-Holstein-Sonderburg-Augustenburg
- Adolph Heinrich Strodtmann (1753–1839), Theologe und Pädagoge
- Christian Gotthilf Hensler (1760–1812), evangelisch-lutherischer Theologe und Hochschullehrer
- Hans Detlev Prien (1766–1831), Gastwirt und Botaniker
- Johann Heinrich Sierck (1817–1900), Mitglied der Schleswig-Holsteinischen Landesversammlung
- Christian Saß (1836–1916), Porzellanmaler
- Julie Heine (1855–1935), Malerin der Düsseldorfer Schule
- Josepha Mose (1860–1943), Schriftstellerin
- Diana Gräfin von Reventlow-Criminil (1863–1953), wurde als Hallig-Gräfin auf Südfall bekannt
- Emmy Behn (1872–1948), deutsch-amerikanische Ärztin, Lehrerin – erste Deutsche, die 1908 ihr medizinisches Staatsexamen in Philadelphia bestand, eine der wenigen Medizinerinnen im Deutschen Kaiserreich[8]
- Erwin Selck (1876–1946), Manager und Vorstand der I.G. Farben-Industrie AG
- Hans Ralfs (1883–1945), expressionistischer Maler und Grafiker
- Karl Genzken (1885–1957), Mediziner, SS-Gruppenführer und Chef des Sanitätsamtes der Waffen-SS
- Johannes Begier (1886–1969), Politiker (SPD) und Mitglied der Hamburgischen Bürgerschaft
- Otto Armster (1891–1957), Nachrichtendienst-Offizier und Widerstandskämpfer gegen den Nationalsozialismus (Beteiligter des Attentates vom 20. Juli 1944)
- Agnes Nielsen (1894–1967), Mitglied des ernannten Landtags Schleswig-Holsteins 1946
- Emma Rendtorff (1894–1979), Diakonisse, Kindergärtnerin, Kindergärtnerinnen- und Hortnerinnenseminarleiterin, Fachpublizistin
- Wilhelm Maßmann (1895–1974), Schachkomponist
- Mintje Bostedt (1897–1955), Pädagogin
- Arthur Goetting (1899–1975), Maler, Grafiker, Bildhauer und Zeichenlehrer
- Edith Golinski (1912–1985), Lyrikerin und Märchenautorin
- Rolf Diercks (1915–2012), Agrarwissenschaftler
- Albert Bünn (1924–2006), Schuhmachermeister (1948 Stollenschuh)
- Rolf Rendtorff (1925–2014), evangelischer Theologe und Hochschullehrer
- Klaus Eulenberger (1946–2018), evangelisch-lutherischer Pastor
- Ilse Teipelke (* 1946), Multimediakünstlerin
- Christian Stocks (* 1947), Diplomat
- Klaus Puschaddel (* 1948), Politiker (CDU), Stadtpräsident in Lübeck
- Thilo von Westernhagen (1950–2014), Komponist und Pianist
- Maria Merta (* 1950), Politikerin (SPD), Abgeordnete im Landtag von Schleswig-Holstein
- Martin Ziermann (1955–2025), Bauforscher
- Sabine Christiansen (* 1957), Journalistin
- Rainer Reiners (* 1959), Film- und Theaterschauspieler
- Jan Busche (* 1961), Rechtswissenschaftler
- Dirk Böhling (* 1964), Schauspieler, Regisseur und Autor
- Monika Felten (* 1965), Jugendbuch- und Fantasy-Autorin
- Andrea Zimmerer (* 1965), Tennisspielerin
- Stefan Wieduwilt (* 1965), Filmproduzent
- Albrecht Gerber (* 1967), SPD-Politiker, Minister für Wirtschaft und Energie des Landes Brandenburg
- Bodo Schmidt (* 1967), Fußballspieler und -trainer
- Ilka Steinhausen (* 1968), deutsche Journalistin und Medienmanager
- Oliver Schmidt-Gutzat (* 1969), deutscher Politiker (SPD), Bürgermeister der Stadt Heide (Holstein)
- Boris Nannt (* 1969), Brigadegeneral, Vorstandsvorsitzender der Akademie Deutscher Genossenschaften
- Ulrike Schmidt (* 1973), parteilose Politikerin, Bürgermeisterin der Gemeinde Henstedt-Ulzburg
- Mario Pahlow (* 1979), prähistorischer Archäologe
- Claus Woschenko (* 1979), Komponist und Musikwissenschaftler
- Bendix Amonat (* 1980), Komponist, Sänger und Musikproduzent
- Sybilla Nitsch (* 1980), Politikerin (SSW), Abgeordnete im Schleswig-Holsteinischen Landtag
- Jan F. Kurth (* 1982), Jazz- und Improvisationsmusiker
- Berit Glanz (* 1982), Schriftstellerin
- Allison Mack (* 1982), amerikanische Schauspielerin, bekannt aus der Serie Smallville
- Silke Schröckert (* 1983), Journalistin und Moderatorin
- Steffen Uliczka (* 1984), 3000-Meter-Hindernisläufer
- Dennys Bornhöft (* 1986), Politiker (FDP)
- Vincent Langer (* 1986), Profi-Windsurfer
- Kjell Köpke (* 1987), Handballspieler
- Florian Meyer (* 1987), Fußballspieler
- Julia Renner (* 1987), Handballspielerin
- Carola Rackete (* 1988), Kapitänin und Politikerin
- Moritz Neumeier (* 1988), Poetry-Slammer und Kabarettist
- Ole Werner (* 1988), Fußballtrainer
- Manuel Lohmann (* 1988), Beachvolleyball- und Volleyballspieler
- Lasse Petersdotter (* 1990), Politiker (Bündnis 90/Die Grünen)
- Gisa Klaunig (* 1992), Handballspielerin und -trainerin
- Anjuli Knäsche (* 1993), Stabhochspringerin
- Lukas Wucherpfennig (* 1995), Handballspieler